# Haraumont
Haraumont est une ancienne commune française du département de la Meuse en région Grand Est. Elle est associée à la commune de Vilosnes depuis 1973.

## Géographie
Haraumont est traversée par la route D110.

## Toponymie
Haraumont est attesté sous les formes Haraldi-Mons (1049) ; Araldimons (1127) ; Haramont (1231) ; Haraulmont (1601) ; Haraumons (1738).

## Histoire
Mentionnée sous le nom de Haraldi-Mons en 1049, cette localité dépend du Verdunois et du diocèse de Verdun au XVIIIe siècle.
Le 1er janvier 1973, la commune d'Haraumont est rattachée sous le régime de la fusion-association à celle de Vilosnes qui devient Vilosnes-Haraumont.

## Politique et administration
| Période                                  | Période | Identité           | Étiquette | Qualité |
| ---------------------------------------- | ------- | ------------------ | --------- | ------- |
|                                          |         | Jean-Luc Bocquenet |           |         |
| Les données manquantes sont à compléter. |         |                    |           |         |

## Démographie
| 1793 | 1800 | 1806 | 1821 | 1831 | 1836 | 1841 | 1846 | 1851 |
| ---- | ---- | ---- | ---- | ---- | ---- | ---- | ---- | ---- |
| 97   | 118  | 129  | 139  | 169  | 159  | 154  | 145  | 160  |

| 1856 | 1861 | 1866 | 1872 | 1876 | 1881 | 1886 | 1896 | 1901 |
| ---- | ---- | ---- | ---- | ---- | ---- | ---- | ---- | ---- |
| 138  | 141  | 132  | 126  | 131  | 104  | 108  | 106  | 88   |

| 1911 | 1921 | 1926 | 1931 | 1936 | 1946 | 1954 | 1962 | 1968 |
| ---- | ---- | ---- | ---- | ---- | ---- | ---- | ---- | ---- |
| 98   | 69   | 71   | 52   | 67   | 65   | 64   | 59   | 66   |

## Lieux et monuments
- Église Saint-Firmin, construite en 1771

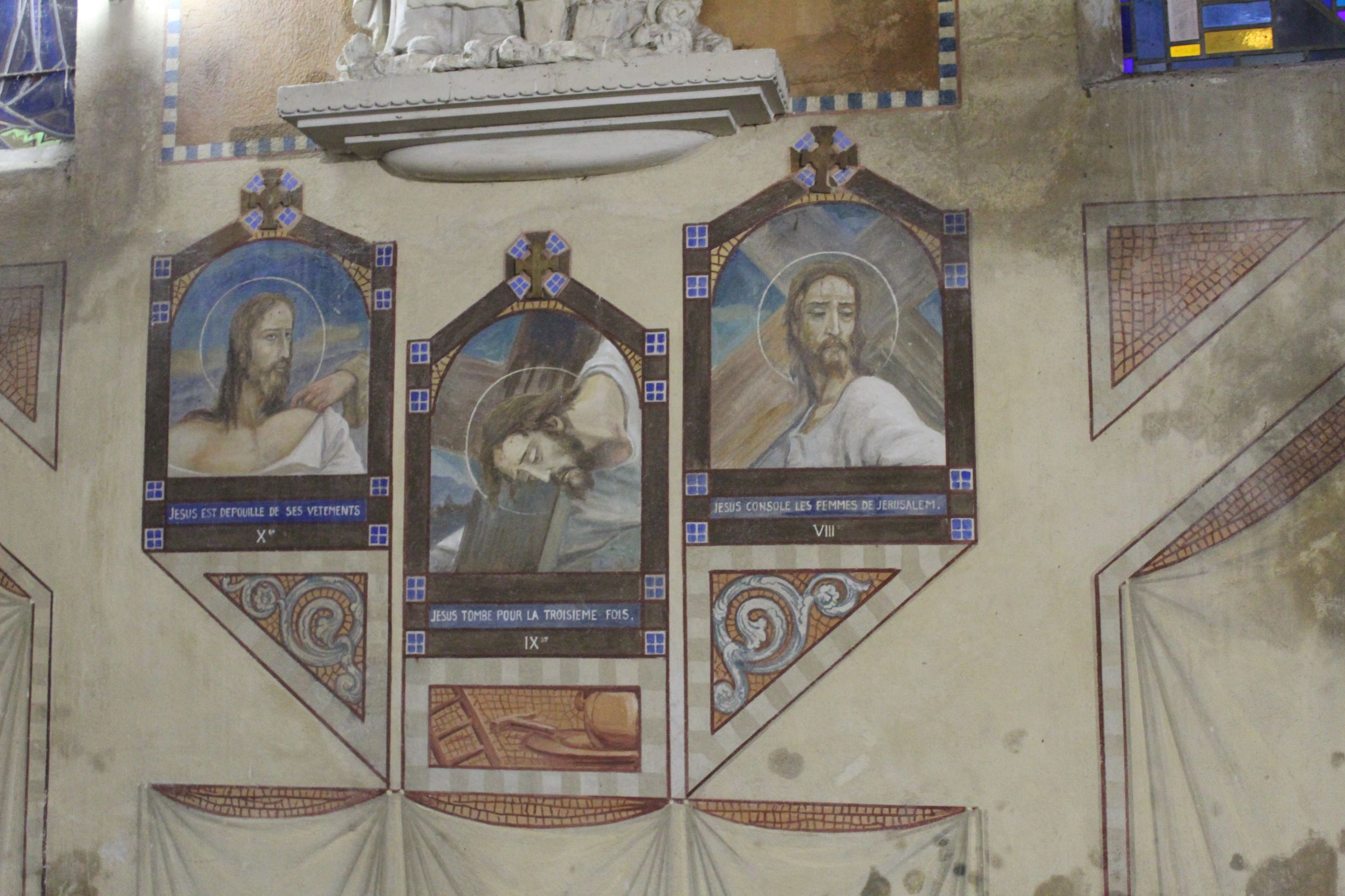
Trois des stations du chemin de croix de l'église Saint-Firmin réalisées par Duilio Donzelli.